# Condado de Monroe (Virginia Occidental)
El condado de Monroe (en inglés: Monroe County), fundado en 1799, es uno de los 55 condados del estado estadounidense de Virginia Occidental. En el año 2000 tenía una población de 14 583 habitantes con una densidad poblacional de 12 personas por km². La sede del condado es Union.

## Geografía
Según la Oficina del Censo, el condado tiene un área total de 1228 km² (474,1 mi²), de la cual 1228 km² (474,1 mi²) es tierra y 0 km² (0 mi²) (0,06%) es agua.

### Condados adyacentes
- Condado de Greenbrier - norte
- Condado de Craig - este
- Condado de Alleghany - noreste
- Condado de Giles - sur
- Condado de Summers - oeste

### Carreteras
- U.S. Highway 219
- Ruta de Virginia Occidental 3
- Ruta de Virginia Occidental 12
- Ruta de Virginia Occidental 122
- Ruta de Virginia Occidental 311

## Demografía
En el 2000 la renta per cápita promedia del condado era de $27,575, y el ingreso promedio para una familia era de $35,299. En 2000 los hombres tenían un ingreso per cápita de $25,643 versus $22,104 para las mujeres. El ingreso per cápita para el condado era de $17,435. Alrededor del 16.20% de la población estaba bajo el umbral de pobreza nacional.

## Gobierno
El condado tiene partes de la Prisión Federal Camp Alderson, una prisión federal para mujeres de la Agencia Federal de Prisiones (BOP).

## Ciudades y pueblos

### Incorporados
- Alderson (parcialmente)
- Peterstown
- Union

### Comunidades no incorporadas
| - Ballard - Ballengee - Bozoo - Cashmere - Cloverdale - Crimson Springs - Elmhurst - Gap Mills - Gates - Glace - Greenville - Hillsdale | - Hollywood - Keenan - Knobs - Laurel Branch - Lillydale - Lindside - Monitor - Pickaway - Raines Corner - Red Sulphur Springs | - Rock Camp - Salt Sulphur Springs - Sarton - Secondcreek - Sinks Grove - Sweet Springs - Waiteville - Wayside - Wikel - Wolfcreek - Zenith |